# Рёшти, Альберт
Альберт Рёшти (фр. Albert Rösti, род. 7 августа 1967, Фрутиген, Берн, Швейцария) — швейцарский государственный и политический деятель. Лидер Швейцарской народной партии с 2016 по 2020 годы. Член Федерального совета Швейцарии с 1 января 2023 года.

## Карьера
Альберт Рёшти родился в августе 1967 года в кантоне Берн. По окончании школы учился в высшей школе в Цюрихе, где изучал агрономию. В 2002 году он окончил в США Рочестерский университет. Он вернулся в Швейцарию и стал жить и работать в Итендорфе, в департаменте экономики.
Входил в ШНП и начал сотрудничать в её отделениях кантона Берн. Его авторитет был значительный и он в 2016 году возглавил ШНП и был её лидером в течение четырёх лет. В конце 2022 года в Швейцарии готовились избрать двух новых членов Федерального совета, одним из кандидатов был и Альберт Рёшти. В декабре его избрали в первом же туре. Также было определено, что он с 1 января 2023 года возглавит министерство окружающей среды, транспорта, энергетики и коммуникаций.

## Личная жизнь
Рёшти живет в Итендорфе, он женат и имеет двоих детей.